# Rudi Fischer (Fußballspieler)
Rudi Fischer (* 29. November 1925 in Frankenthal, Pfalz; † 18. Juni 2012 in Karlsruhe) war ein deutscher Fußballtorwart.

## Karriere
Rudi Fischer wuchs im pfälzischen Frankenthal auf und wechselte von seinem Heimatverein VfR Frankenthal zu Wormatia Worms. Für die Wormatia stand er von 1948 in zwei Spielzeiten in der Oberliga Südwest, der damals höchsten Spielklasse, im Tor und kam in diesen zwei Jahren auf 41 Einsätze. Durch seine Leistungen zog er die Aufmerksamkeit des Süd-Oberligisten 1. FC Nürnberg auf sich. Seine Verpflichtung zur Runde 1950/51 sorgte für Unruhe im „Club“, da der dortige Torhüter Eduard Schaffer seinen Stammplatz in Gefahr sah und sich mit Fischer einen heftigen Konkurrenzkampf lieferte, der der Leistung beider nicht zuträglich war. Fischer kam zwar auf 21 Spiele und gewann mit den Franken die süddeutsche Meisterschaft, wechselte aber zur Folgesaison 1951/52 nach Karlsruhe zum Ligakonkurrenten VfB Mühlburg. Er stand in dieser Spielzeit bereits 28-mal im Tor der Mühlburger, bevor er zum Rekordspieler des Karlsruher SC in der erfolgreichen Zeit des Vereins in den 1950er Jahren wurde. Nach der Fusion des VfB Mühlburg mit dem KFC Phönix zum Karlsruher SC hütete er zwischen 1952 (dem Jahr der Fusion) und 1960 in 211 Spielen das Tor der Karlsruher. Fischer wurde mit dem KSC 1956 Süddeutscher Meister und Deutscher Vizemeister, gewann 1955 und 1956 zweimal den DFB-Pokal und wurde 1958 und 1960 zwei weitere Male Süddeutscher Meister.
Fischer hatte seine Stärken sowohl in seinen Reflexen als auch in der Strafraumbeherrschung. Sein Trainer Adolf Patek formulierte einmal, Fischer sei „gedanklich oft schon einen Spielzug voraus“. Auch Nationaltrainer Sepp Herberger wurde auf Fischer aufmerksam und berief ihn zweimal (1950 und 1956) in seinen Kader, Fischer musste aber Toni Turek bzw. Fritz Herkenrath den Vortritt lassen und kam daher zu keinem Länderspieleinsatz.
Nach seiner aktiven Karriere war Fischer als Trainer bei verschiedenen Amateurvereinen seiner pfälzischen Heimat tätig, darunter der FV Speyer. Von 1968 bis 1990 engagierte er sich in der Jugendarbeit des KSC, davon die letzten elf Jahre als Jugendleiter. Danach war Fischer Jugendleiter beim Karlsruher SV. Zuletzt war er Ehrenjugendleiter des Karlsruher SV und Namensgeber für das Rudi-Fischer-Turnier, ein internationales Jugendturnier. 
Zudem wurde am 4. Februar 2013 auf der außerordentlichen Mitgliederversammlung des KSC beschlossen, das Nachwuchsleistungszentrum mit dem Namenszusatz Rudi-Fischer-Haus zu versehen.
Am 18. Juni 2012 starb Rudi Fischer nach kurzer schwerer Krankheit in Karlsruhe.